# Karl Schügerl
Karl Wilhelm Schügerl (* 22. Juni 1927 in Sopron (Ödenburg), Ungarn; † 20. Oktober 2018) war ein deutscher Professor für Technische Chemie und Pionier auf dem Gebiet der Bioprozesstechnik.

## Leben

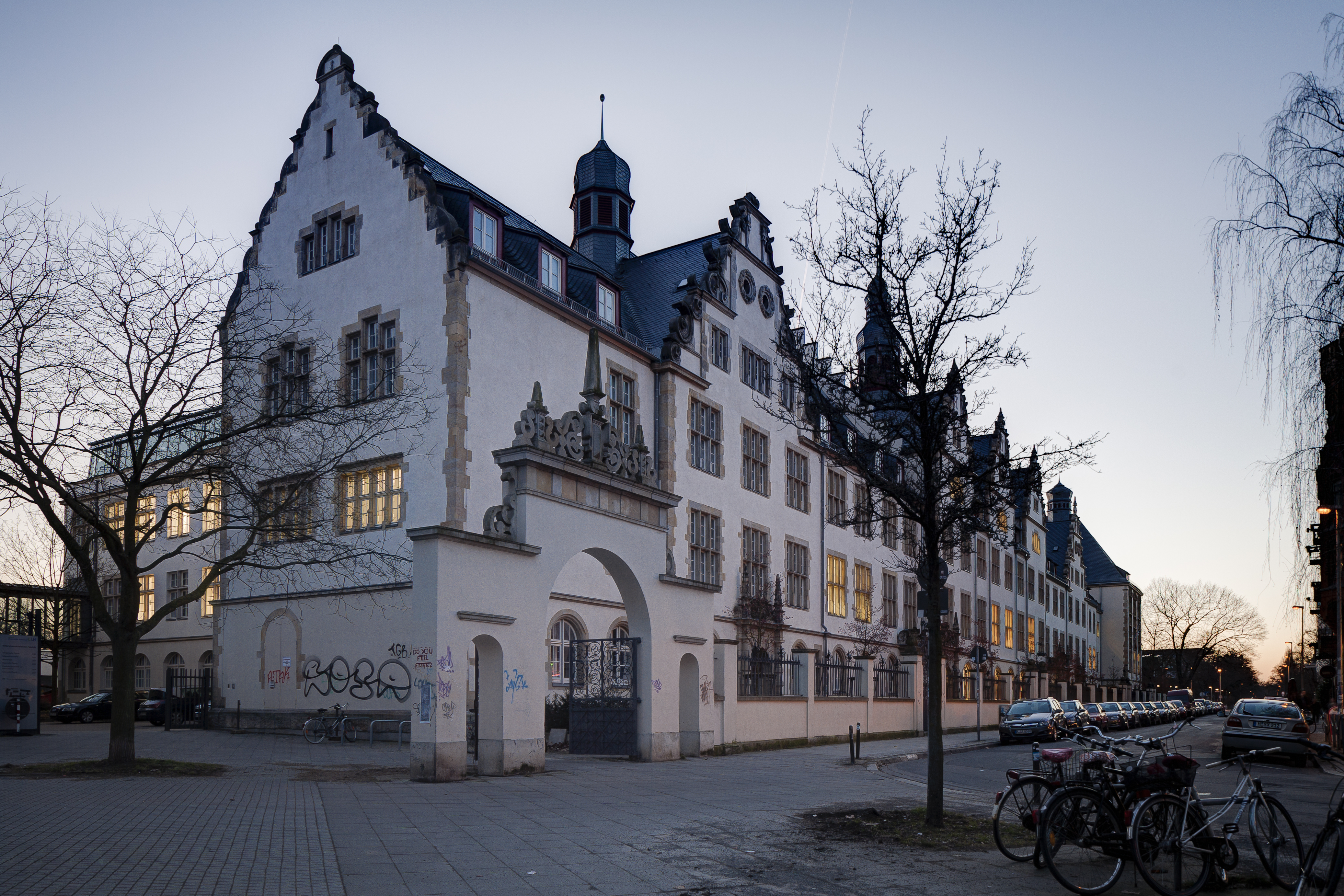
Das 1909 fertiggestellte Chemische Institut der Universität Hannover war eine zentrale Wirkungsstätte von Karl Schügerl.

Karl Schügerl studierte Chemieingenieurwesen an der Universität Budapest. Ab 1949 arbeitete er als Forschungsingenieur in Ungarn in der Organischen Chemie und der Chemischen Industrie, bevor er 1956 bei Riedel-de Haën in Seelze bei Hannover eine Anstellung fand. 1959 beendete er seine Promotion an der Universität Hannover unter der Leitung von Schiemann am Institut für Technische Chemie und nach Forschungsaufenthalten an der New-York-Universität und in Princeton im Bereich des Chemieingenieurwesens schloss er erfolgreich seine Habilitation 1964 an der Technischen Universität Hannover ab. Das Thema seiner Habilitationsschrift lautete „Deutung von Mischvorgängen in Fließbetten durch Modellvorstellungen“. 1966 wechselte Schügerl an die TU Braunschweig und folgte 1969 einem Ruf an die Universität Hannover als Leiter des Instituts für Technische Chemie (Nachfolge Schiemann).
Während sich Schügerl in seiner Habilitationszeit mit der Kinetik und der Rheologie von Mischbettsystemen und der Molekularstrahl-Methode beschäftigte, konzentrierte er sich mit seinen Arbeiten in Hannover auf das sich neu entwickelnde Gebiet der Biotechnologie, ohne jedoch die Arbeiten an den Molekularstrahlen, den Wirbelschichtreaktoren und den Mischvorgängen an Einzeltropfen zu vernachlässigen. Im deutschsprachigen Raum war Schügerl der erste technische Chemiker, der sich intensiv mit biologischen Prozessen beschäftigte. Seine Arbeiten konzentrierten sich anfangs auf die Kultivierung von Bakterien, Hefen und verschiedenen Pilzen, später auch auf die Kultivierung von Säugetierzellen. In der Prozessentwicklung standen die Aufarbeitung, die Analyse und die Modellierung der komplexen biotechnologischen Prozesse im Vordergrund. Im Bereich des Umweltschutzes untersuchte Schügerl verschiedene biotechnologische Verfahren, um Verschmutzungen abzubauen und Böden zu regenerieren.
Seit 1995 wird jedes ungerade Jahr der Karl-Schügerl-Preis durch den Verein Institut für Technische Chemie und Leibniz Universitätsgesellschaft Hannover e.V. vergeben. Der Preis ist mit 2500 Euro dotiert.
Seine wissenschaftlichen Arbeiten sind in über 860 Publikationen und zahlreichen Büchern zusammengefasst. Karl Schügerl lehnte verschiedene Rufe an andere Universitäten ab und wurde mit zahlreichen wissenschaftlichen Ehrungen ausgezeichnet. Als Mitglied zahlreicher nationaler und internationaler Verbände hat er die Biotechnologie, nicht nur in Deutschland, nachhaltig geformt und entwickelt.
Der Ehrendoktor verstarb laut einer von Volker Epping und Udo-Klaus Schmitz für die Gottfried Wilhelm Leibniz Universität Hannover unterzeichneten Traueranzeige am 20. Oktober 2018 im Alter von 91 Jahren.